# Sixteen Oceans
Sixteen Oceans è il decimo album in studio del musicista britannico Four Tet, pubblicato nel 2020.

## Tracce
1. School – 4:02
2. Baby (featuring Ellie Goulding) – 4:24
3. Harpsichord – 2:53
4. Teenage Birdsong – 3:25
5. Romantics – 4:57
6. Love Salad – 7:20
7. Insect Near Piha Beach – 5:15
8. Hi Hello – 0:48
9. ISTM – 0:40
10. Something in the Sadness – 5:11
11. 1993 Band Practice – 1:05
12. Green – 3:48
13. Bubbles at Overlook 25th March 2019 – 1:03
14. 4T Recordings – 3:17
15. This Is for You – 2:05
16. Mama Teaches Sanskrit – 4:24